# 가스가산

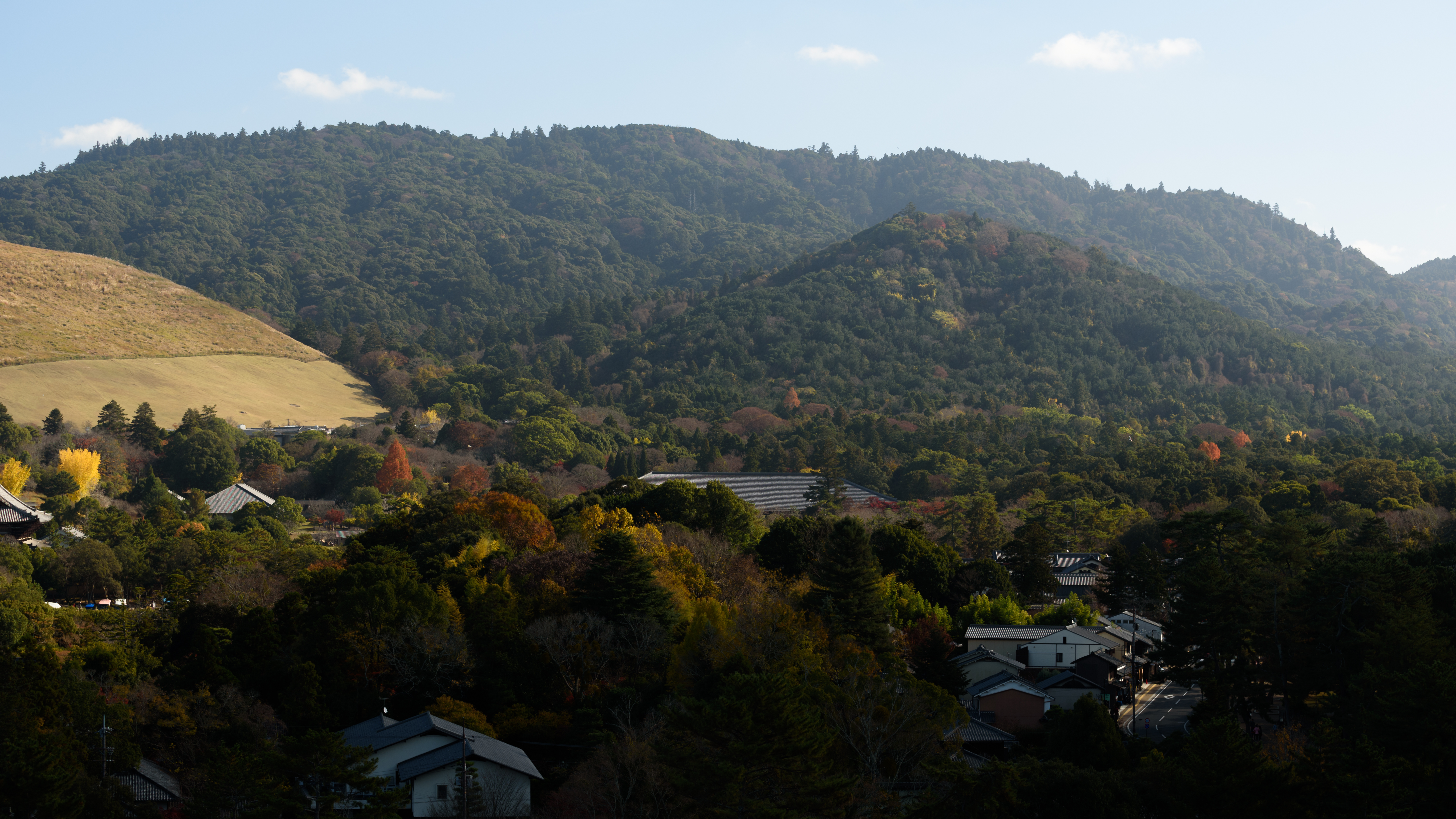
나라현청에서 촬영한 花山과 御蓋山

가스가산(春日山)은 일본 나라현 나라시, 가스가타이샤 동쪽에 있는 해발 497m의 花山과 서쪽 인근의 고도 283m의 御蓋山 (三笠山·三笠山)을 통칭하는 말이다. 御蓋山을 ‘(가스가) 앞산’, 花山을 ‘(가스가) 먼 산’으로 구별하기도 한다. 또한 두 산과 香山 (高山), 芳山 등의 이어진 봉우리들의 총칭으로도 사용된다.

## 개요
옛부터 신이 깃들이 있는 산(神体山)으로 숭배의 대상이 되었고, 특히 헤이조쿄 천도 이후는 조정에서 존중되었다. 예를 들어, 견당사는 떠나기에 앞서 가스가 산 근처에서 천신과 토지신을 모시고 항해의 안전을 기원한 것으로 알려져 있다. 768년에 후지와라 노 나가테의 조부 후지와라노 후히토 등이 가스가 산의 산기슭에서 가스가타이샤(春日大社)를 건립했다. (그러나 최근에는 신사의 유적 발굴의 성과 등을 통해 건립 연도가 더 이전이라는 설이 유력하다). 후지와라 씨의 세력 신장과 함께 가스가 산 일대에 대한 후지와라 씨의 지배력이 강화되었고, 841년에는 가스가타이샤의 신역으로 사냥과 벌목이 금지되었다. 가스가 타이샤의 신체산으로 여겨진 가스가 산은 가스가 타이샤와 인근의 고후쿠지(興福寺)의 관리 하에, 가스가 산에 자생하는 비쭈기나무를 뿌리 채 뽑아 가스가 타이샤 신령의 깃든 ‘가스가 신목’이라고 칭하고, 고후 쿠지와 가스가 타이샤가 강소(強訴)를 할 때 신목을 내세웠다.
또한 산악 신앙의 수행장이며, 기우제를 비는 영지로 고후쿠지를 비롯한 나라의 승려들로부터 존중받았고, 가스가 산 석굴 불상 등 고대에서 중세에 걸쳐 많은 불교 유적이 남겨져 있다. 또한 신산으로 살생 금지가 지켜져 왔기 때문에 광대한 원시림(가스가산 원시림)이 오늘까지 남아있어 고도 나라의 문화재의 일부로서 세계 유산에 등록되어 있다.

## 같이 보기
- 미카사 (전함)